# Opération Wilfred

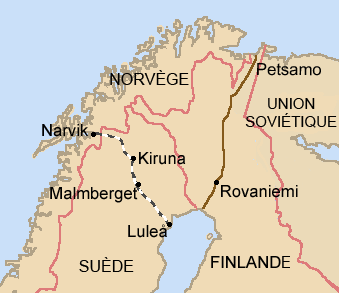
Le minerai de fer est extrait à Kiruna et Malmberget, transporté par rail aux ports de Luleå et Narvik.
(Les frontières sont celles de 1920–1940.)

L’opération Wilfred était une opération navale de la Royal Navy menée pendant la Seconde Guerre mondiale.

## Historique
L’opération Wilfred visait à miner le détroit entre la Norvège et ses îles offshore afin d'éviter le transport de minerai de fer suédois transitant par les eaux norvégiennes neutres, utilisé pour l'effort de guerre allemand. Le Plan R 4 des Alliés faisait directement partie de cette opération.
Elle avait été précédée par le blocus naval imposé par le Royaume-Uni et la France à l'Allemagne à la suite du déclenchement de la guerre le 3 septembre 1939, visant à priver l'industrie allemande de ses importations vitales. Le minerai de fer était nécessaire à la production d'acier, servant à la fabrication de navires, de chars et d'avions pour la Wehrmacht.
Le 8 avril 1940, l'opération ne fut menée que partiellement en raison du déclenchement de l'opération Weserübung, invasion allemande du Danemark et de la Norvège.
Les croiseurs HMS Berwick, HMS Devonshire, HMS York et HMS Glasgow furent notamment impliqués dans l'opération.